# On Your Own (The Verve)
| Recensione | Giudizio |
| ---------- | -------- |
| AllMusic   |          |

On Your Own è un singolo del gruppo musicale britannico The Verve, pubblicato il 12 giugno 1995 come secondo estratto dal secondo album in studio A Northern Soul.

## Tracce
Testi e musiche di The Verve.
CD (HUTCD 55)
1. On Your Own – 3:34
2. I See the Door – 5:16
3. Little Gem – 3:49
4. Dance on Your Bones – 7:26

7" (HUT 55, edizione limitata) e musicassetta (HUTC 55)
Lato A
1. On Your Own – 3:34

Lato B
1. I See the Door – 5:16

## Formazione

### Gruppo
- Richard Ashcroft – voce, chitarra
- Nick McCabe – chitarra
- Simon Jones – basso
- Peter Salisbury – batteria

### Produzione
- The Verve – produzione
- Owen Morris – produzione (On Your Own e Little Gem)
- Simon Wall – ingegneria del suono (I See the Door, Little Gem e Dance on Your Bones)

## Classifiche
| Classifica (1995) | Posizione massima |
| ----------------- | ----------------- |
| Regno Unito       | 28                |